# Sanford (Virginia)
Sanford es un lugar designado por el censo situado en el condado de Accomack, Virginia  (Estados Unidos). Según el censo de 2010 tenía una población de 212 habitantes.

## Demografía
Según el censo de 2010, Sanford tenía una población en la que el 85,4% eran blancos; el 9,9% afroamericanos; el 0,0% eran indios americanos y nativos de Alaska; el 0,5% eran asiáticos; el 0,0% hawaianos y otros isleños del Pacífico; el 3,8% de otra raza, y el 0,5% a partir de dos o más razas. El 3,8% del total de la población eran hispanos o latinos de cualquier raza.